# 臨津江駅
臨津江駅（イムジンガンえき）は、大韓民国京畿道坡州市文山邑にある、韓国鉄道公社（KORAIL）京義線の駅。
京義・中央線の電車が乗り入れる。駅番号はK336。

## 概要
京義線再連結事業に基づいて文山 - 臨津江間開通と同時に営業を開始した。
現在、当駅を発着する列車は首都圏電鉄京義・中央線の当駅 - 文山間区間便のみとなっており、ソウル・龍山方面は文山駅での乗り換えが必要である。
京義線の当駅 - 都羅山駅間は民間人出入統制区域であるため、都羅山駅へ向かう際は当駅で一旦降車し、入境手続き・保安検査を受ける必要がある。駅周辺には臨津閣があり、隣駅の都羅山駅と共に朝鮮分断の現実を肌で感じることができる駅である。

## 歴史

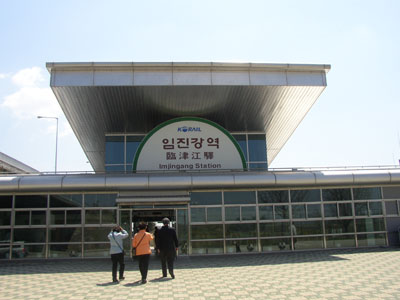
建て替え前の駅舎（2006年4月）

- 2001年9月30日 - 京義線復旧事業に従い文山駅 - 当駅間を延伸した際に、終着駅として開業。
- 2002年2月12日 - 都羅山駅まで延伸、途中駅となる。
- 2004年 - ダイヤ改正で列車本数を倍増、夜間の列車も設定される。
- 2014年
  - 4月30日 - 通勤列車の運行終了。
  - 5月4日 - 観光列車平和列車（DMZ-train）運行開始。
  - 10月31日 - 普通駅（3級）から配置簡易駅に格下げ。
- 2019年10月2日 - 平和列車の運行を停止、休止駅状態となる。
- 2020年3月28日 - 京義・中央線の通勤電車の文山駅 - 当駅間開業により営業再開。
- 2021年12月11日 - 通勤電車の区間が当駅から都羅山駅まで延伸。

## 駅構造
単式ホーム1面1線の地上駅。ホームは中央で二分されており、ソウル側が京義・中央線電車の停車する高床ホームであり、ホームドアが設置されている。都羅山側は低床ホームであるが、現在使用する列車はない。その他、側線が1線ある。
京義・中央線乗り入れ前（電化前）はソウル方面発着専用ホームと、入境手続き・保安検査後の乗客が利用する都羅山駅方面出発専用ホームが分かれた構造であった。
駅名標にはソウル及び平壌の両駅名と、それぞれの駅への距離が表記されている。都羅山駅にも同様の駅名標が設置されている。

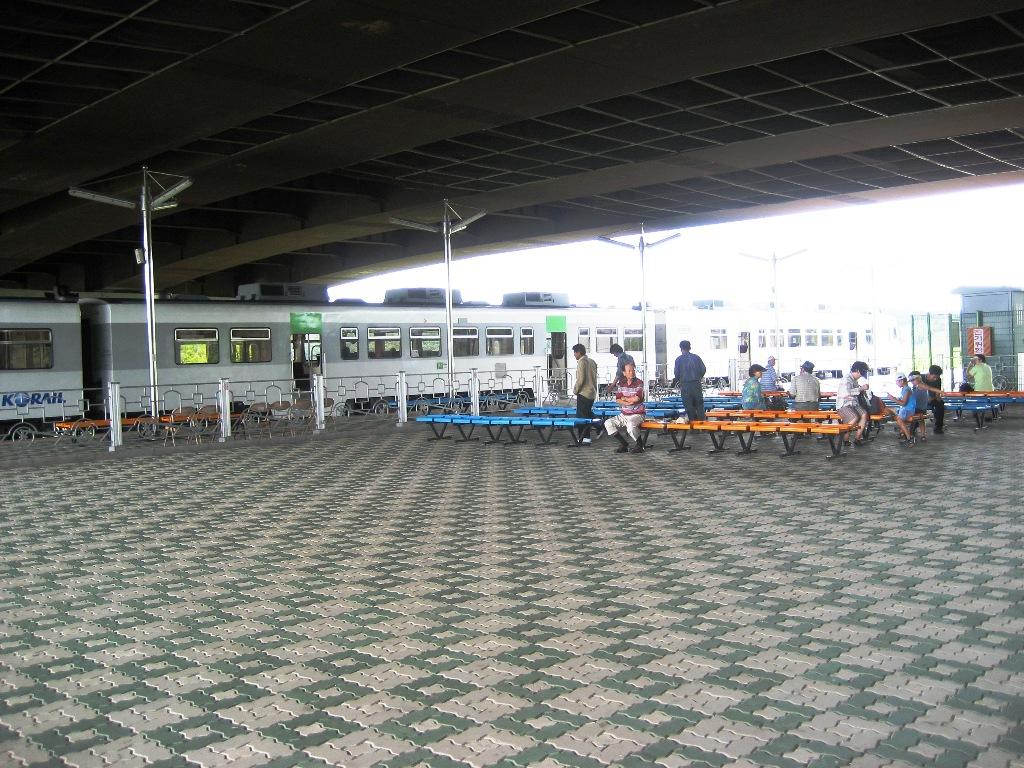
ホーム（2006年8月）
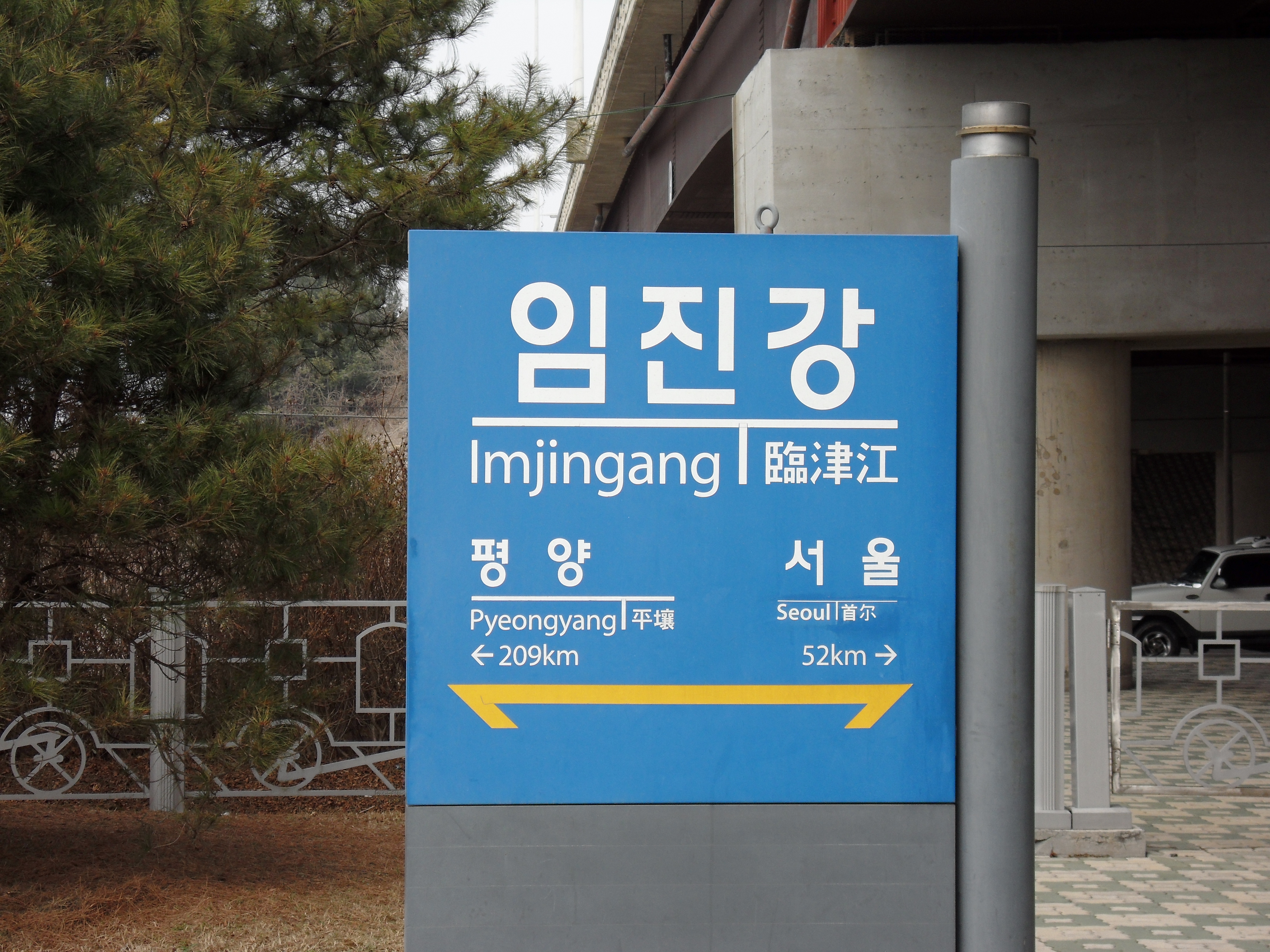
駅名標
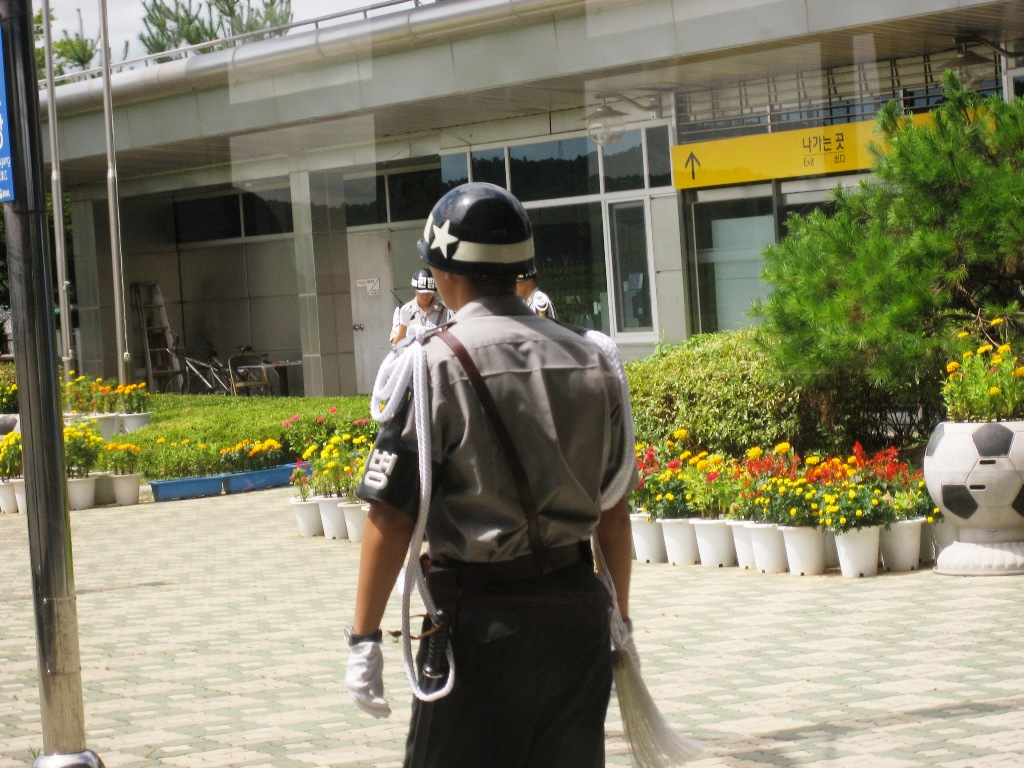
業務中の憲兵

### 都羅山駅までの乗車方法
2024年現在、都羅山シャトルの利用方法は以下の通りである。（DMZ平和観光、坡州市公式サイトに基づく）
ソウル方面から当駅に到着する全ての列車は、京義・中央線電車の停車する高床ホームに到着する。ここで全ての乗客は一度降車させられ、憲兵が車両内を確認する。全員が駅構内から出たことを確認した後、駅構内、ホームが都羅山方面乗客専用に隔離され、厳重な監視の下、その列車には、手続きを終えた乗客が乗車する。
民間人出入統制区域への入域手続
都羅山シャトルに乗車するためには、指定のDMZツアーに参加する必要がある。事前予約の上、集合時間までに臨津江駅に集合する。予約を確認の上、民間人出入統制区域へ入域のための出入申請書を作成する。また本人確認が行われるため、身分証（外国人の場合はパスポート）の持参が必須である。この際、出入証を受け取る。
都羅山方面乗車
職員、憲兵の案内に従ってホームに入場する。乗車券（往復2800ウォン）はツアー料金に含まれているため、別途乗車券を購入する必要はない。身分証、出入証を憲兵が確認する。保安検査（手荷物X線検査およびボディーチェック）を受ける。これらの検査が済むと、駅構内に入場することができる。厳重な監視の下、都羅山方面乗客専用に隔離されたホームが開放され、列車に乗車可能となる。
都羅山方面から到着時
都羅山方面から到着する列車は、京義・中央線電車の停車する高床ホームに到着し、そのまま乗客は下車し駅構内から出場する。所持している出入証は、都羅山駅の改札にて憲兵または駅係員に返却するため、下車の際に必要はない。ソウル方面に引き続き乗車する場合、京義・中央線電車の自動改札機から再入場する。

## 利用状況
民間人出入統制区域に近く、付近に住宅があまり存在しないため、生活目的の利用者はほとんどいない。ほとんどが当駅近くの臨津閣やその付随施設などの利用者や、隣駅の都羅山駅まで向かう利用者である。

## 駅周辺
当駅から徒歩約10分の所に臨津閣があり、周辺は臨津閣国民観光地として整備されている。当駅の西で臨津江を渡る京義線の臨津江鉄橋は「自由の橋」の名で知られている。
- 臨津閣
- ポパイズ臨津閣店
- CU臨津閣店
- 自由の橋
- 臨津江鉄橋（朝鮮語版）
- 統一大橋
- 臨津江

## 隣の駅
韓国鉄道公社
●京義・中央線
臨津江駅 (K337) - 雲泉駅 (K336)
都羅山～臨津江
都羅山駅 (K338) - 臨津江駅 (K337)